# Alfred Bartolitius
Alfred Albert Hans Bartolitius (* 7. November 1904 in Königsberg (Preußen); † 6. April 1945 in Leipzig) war ein deutscher Tenor.

## Leben und Wirken
Bartolitius stammte aus Ostpreußen und war der Sohn des Vizefeldwebels und Regimentsschreiberts Albert August Bartolitius. Von 1928 bis 1933 war er an der Staatsoper Berlin als Sänger tätig, bevor er 1933 als Tenor an das Opernhaus Leipzig ging, an dem er bis zur Schließung 1944 wirkte. Er starb in den letzten Kriegstagen 1945. 
Er weilte zu Gastspielen u. a. in Barcelona, Holland, Stuttgart und Breslau und trat mehrfach auch im Hörfunk auf.
1941 betätigte er sich erstmals auch als Spielleiter. Er inszenierte Goethes „Tasso“ am Leipziger Schauspiel.